# Ullevaal Stadion
El Ullevaal Stadion es un estadio con asientos para todos los espectadores situado en Oslo, Noruega. Era la antigua casa del Vålerenga Fotball y actualmente es la casa de la selección de fútbol de Noruega, además de ser sede de la final de la Copa de Noruega. Desde su inauguración en 1926 hasta 2009 también acogió los partidos de local del FC Lyn Oslo. Con una capacidad para 25 572 espectadores, todos ellos sentados, es el estadio de fútbol más grande del país. El estadio es propiedad en su totalidad de la Federación Noruega de Fútbol (NFF).
El recinto abrió sus puertas el 26 de septiembre de 1926 como el hogar del Lyn y de varios otros equipos locales. El primer partido internacional fue disputado en 1927, cuando la NFF comenzó a comprar gradualmente parte del estadio. La mayor asistencia data de 1935, cuando 35 495 personas vieron a Noruega jugar contra Suecia. Desde 1948, el Ullevaal ha acogido la final de la Copa Noruega de Fútbol, y en 1967 fue completada la tribuna Japp. Una nueva remodelación comenzó al completarse la construcción de la tribuna oeste de un solo nivel en 1985, y continuó con las tribunas norte y este en 1990 y la tribuna sur en 1998, todas ellas de dos niveles. El Ullevaal ha recibido igualmente las finales de las Eurocopas Femeninas de 1987 y 1997.
En la misma zona del estadio se encuentran las oficinas centrales de muchas federaciones deportivas, un campo de bandy y propiedades comerciales que incluyen un centro de conferencias, un hotel y un centro comercial. El estadio se encuentra adyacente a la estación Ullevål Stadion del metro de Oslo y al Anillo 3 de la ciudad. Existen planes para reemplazar la tribuna oeste y así incrementar la capacidad a 30 000 espectadores y quizás instalar techo retráctil y césped artificial.

## Historia

### Construcción y primeros años

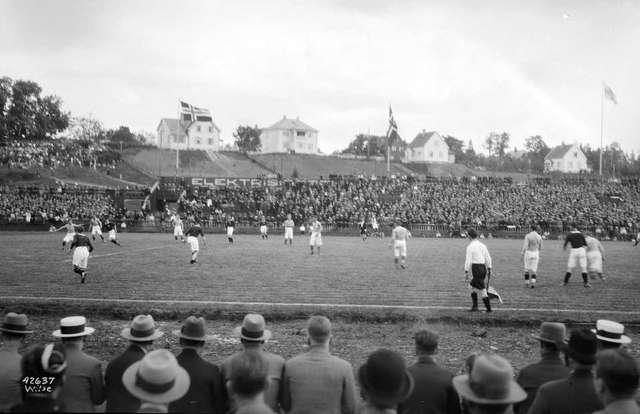
El estadio en 1935.

Las primeras sugerencias para la construcción de un estadio en Ullevaal vinieron de parte de miembros del Lyn en 1917, pero no fue hasta 1924 que un comité fue designado para dicho objetivo. El Lyn también había considerado construir su estadio en Holmenkollåsen, Hoff, Tåsen, Frogner, Berg y Marienlyst. El club llegó a un acuerdo con el operador de tranvías Akersbanerne para comprar unas tierras que habían adquirido como parte de la construcción de la línea Sognsvann. Se decidió que se establecería una sociedad limitada, con un capital social de NOK 100 000. El municipio de Aker accedió a comprar el 30 % y a pagar parcialmente a través de vías de acceso y utilidades. A todos los clubes deportivos en Aker se les otorgó el derecho de comprar hasta un 10 % de las acciones, mientras que el resto sería comprado por el Lyn. Cualquier costo que excediera al capital sería pagado a través de préstamos y donaciones. Al mismo tiempo, el Lyn adquirió tierras para construir un campo de entrenamiento que sería de su propiedad y que estimaban que costaría NOK 20 000. Ambos planes fueron aprobados durante la reunión anual del club el 23 de mayo de 1924.

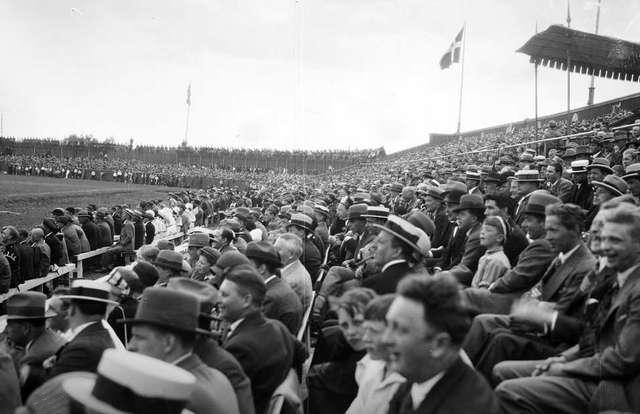
Espectadores en un partido en 1935.

La compañía A/S Ullevaal Stadion fue fundada el 27 de enero de 1925, y era propiedad en un 73,5 % del Lyn, 24 % del municipio de Aker y 5,1 % de los clubes Ullevaal, Tåsen, Nydalen y Heming. Dentro del estadio se construyó una pista de carreras, permitiendo que fuera utilizado también para eventos de atletismo, y tenía una capacidad de aproximadamente 35 000 espectadores. El estadio costó NOK 416 000. La gran apertura tuvo lugar el 26 de septiembre de 1926 con la presencia del entonces príncipe Olaf. Fue seguida de un partido amistoso entre un Lyn con refuerzos y el Örgryte IS de Suecia, el cual ganó Lyn 5:1. Para el juego inaugural, las entradas costaban NOK 3 para la sección con asientos, NOK 2 para las zonas de pie y NOK 1 para las tribunas en los extremos. El estadio se convirtió tanto en el hogar del Lyn como en sede de eventos de atletismo. El primer partido internacional fue celebrado el 22 de septiembre de 1935 y vio a Noruega perder contra Dinamarca 0:1 ante una multitud de 35 495, el cual sigue siendo el récord de asistencia. El estadio empezó a recibir los servicios del metro de Oslo con la apertura de la línea Sognsvann en 1934. En 1938, fue inaugurada una nueva tribuna este (Klokkesvingen).
La Federación de Fútbol compró las acciones de Aker durante la década de 1930, y en 1945 también compró parte de las acciones del Lyn. A partir de 1948, la final de la Copa comenzó a disputarse en Ullevaal, y así ha sido desde entonces. Otras actividades celebradas durante las primeras décadas del estadio incluyen peleas de boxeo y un encuentro ofrecido por Billy Graham frente a 40 000 asistentes en 1955. En 1960, la NFF compró más acciones del Lyn y se convirtió en el dueño mayoritario con un 50,7 %, mientras que el Lyn retuvo el 44,2 %. La razón era que la expansión planeada no podía recibir subsidios públicos existiendo una relación tan fuerte con un solo club, pero el estado estaba dispuesto a ofrecer su ayuda si el inmueble era controlado por la federación. En 1967, se inauguró una nueva tribuna sur, y al año siguiente, la NFF se mudó a unas oficinas localizadas dentro del estadio.

### Renovación a tribunas de dos niveles

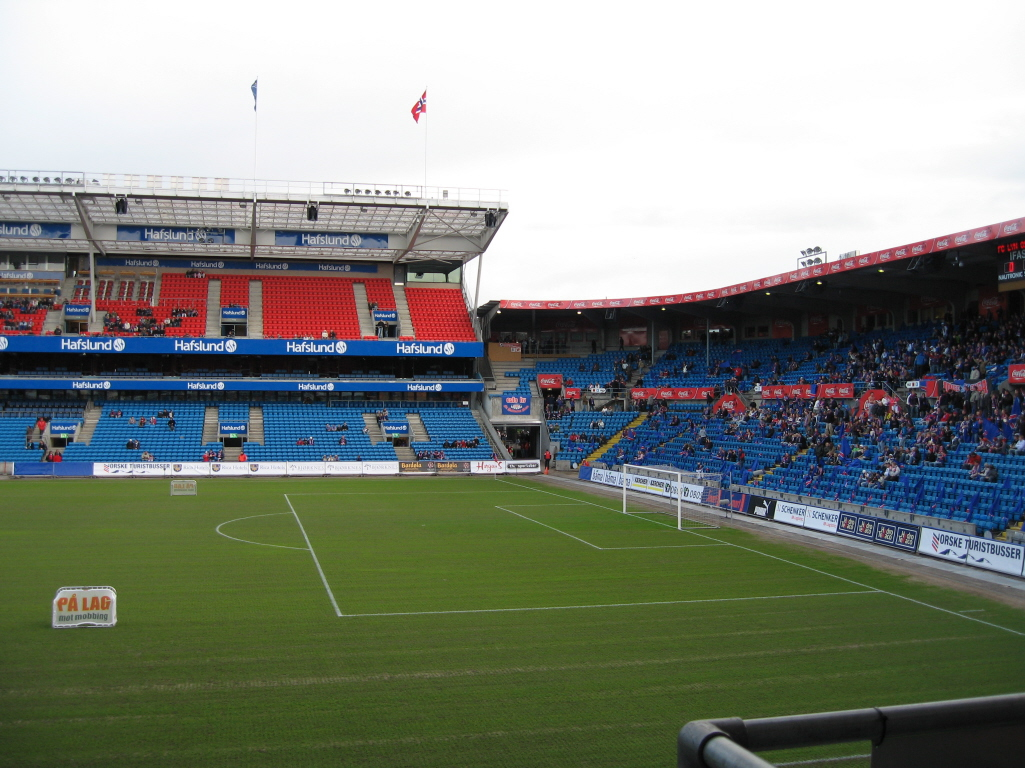
La tribuna oeste (a la derecha) de 1985 es la única tribuna de un nivel que queda en el Ullevaal después de la renovación de 1998.

A principios de los años 1980, la compañía propietaria presentó planes para un estadio mejorado, el cual tendría capacidad para 40 000 espectadores, de los cuales 25 000 estarían sentados y 15 000, de pie. En 1984, se instaló un nuevo terreno. La primera renovación fue una tribuna oeste totalmente nueva, que sería de un solo nivel y tendría capacidad para 8800 espectadores, de los cuales 3800 podrían estar sentados bajo techo. El costo estimado fue de NOK 56 millones, y fue cubierto por Sogn Næringsbygg, que construyó las gradas y después recibió tierras para construir 12 000 m² de bienes raíces comerciales. Debido a su altura, la nueva tribuna fue recibida con protestas de parte de la gente local, que sentía que la estructura de seis pisos de altura desentonaría con el idílico vecindario. La tribuna fue completada en 1985. El 14 de junio de 1987, el Ullevaal fue sede de la final de la Eurocopa Femenina de 1987, donde Noruega derrotó 2:0 a Suecia frente a 8408 asistentes.
A continuación se presentaron planes para nuevas tribunas de dos niveles en las secciones norte y este. Ellos tenían previstos 24 500 asientos en las nuevas tribunas y en la del sur, y 5500 lugares de pie en la tribuna occidental. No obstante, en 1989, los planes fueron modificados, ya que la Federación Internacional de Fútbol Asociación (FIFA) presentó nuevas reglas, donde se requería que para partidos internacionales de eliminatoria se utilizaran exclusivamente estadios con asientos para todos los espectadores a partir de 1992. Se decidió entonces que el Ullevaal se convertiría en un estadio de este tipo. Las remodelaciones incluyeron una nueva superficie de calefacción subterránea, palcos de lujo, asientos vip, una sección para la Familia Real, nuevos vestidores y 5000 m² de restaurantes y áreas de esparcimiento. La renovación implicó la eliminación de la pista de carreras, convirtiendo al Ullevaal en un estadio de fútbol puro.

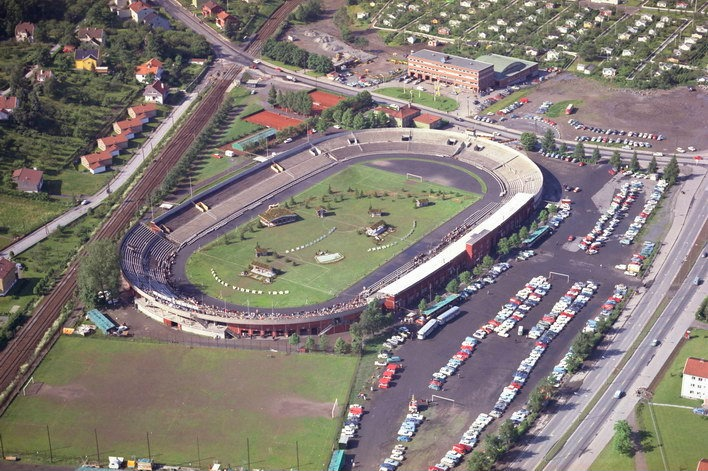
Vista aérea del estadio en 1965.

La reconstrucción de las dos tribunas comenzó después de la final de Copa en noviembre de 1989, siendo el punto de partida la demolición de la tribuna norte, que databa de 1926, y la tribuna este, de 1938. Después de completarse la reconstrucción, el Lyn jugó su primer partido como local en el Ullevaal para esa temporada el 13 de septiembre de 1990, después de haber jugado la mayor parte de la temporada en la Segunda División en el Voldsløkka Stadion. La construcción incluía 32 000 m² de propiedades comerciales construidas debajo de las gradas. La inversión total para las nuevas tribunas y áreas comerciales fue de NOK 350 millones, de los cuales NOK 100 millones fueron para las tribunas. Igualmente, se descartaron planes para una cancha de squash subterránea que hubiera costado NOK 40 millones.

### Disputa entre el Lyn y la NFF
En 1993, el Lyn se encontraba en serios problemas económicos después de haber ascendido a la Liga Premier al término de la temporada de 1991. Para conseguir mayor liquidez, el club vendió su 44 % de acciones en el Ulleval a la Federación de Fútbol por NOK 4,4 millones en enero de 1993. Al mismo tiempo, la NFF compró el 5,1 % poseído por otros clubes, convirtiendo a la NFF en el único dueño del estadio. En octubre, fue fundada la sociedad limitada Lyn Fotball AS para hacerse cargo de los principales equipos de fútbol de Lyn. Igualmente, el club anunció que planeaba comprar de vuelta sus acciones en el Ullevaal Stadion, a través de un préstamo.
En noviembre, el Lyn declaró su deseo de comprar las acciones que le había vendido a la NFF, pero ésta respondió que ahora valían NOK 10 millones. La NFF también los cuestionó acerca de si realmente era el Lyn o la recién creada sociedad limitada quien iba a comprar las acciones. La NFF afirmó que se oponía a que alguien distinto de ellos y de los clubes poseyera el estadio nacional y se oponía a los inversionistas privados. La federación esperaba utilizar los grandes ingresos generados por el éxito reciente de la selección nacional, incluyendo los de su participación en el Mundial de 1994, para permitirle a la compañía del estadio cobrar altas rentas para los partidos internacionales y las finales de Copa, y así subsanar rápidamente la deuda del inmueble. La NFF sentía que era injusto que estuvieran en la práctica subvencionando al Lyn al no cobrarle incrementos similares, y que esto debía reflejarse en el valor de las acciones. En marzo de 1994, el Lyn demandó a la NFF por el derecho a comprar las acciones por NOK 4,4 millones más intereses.

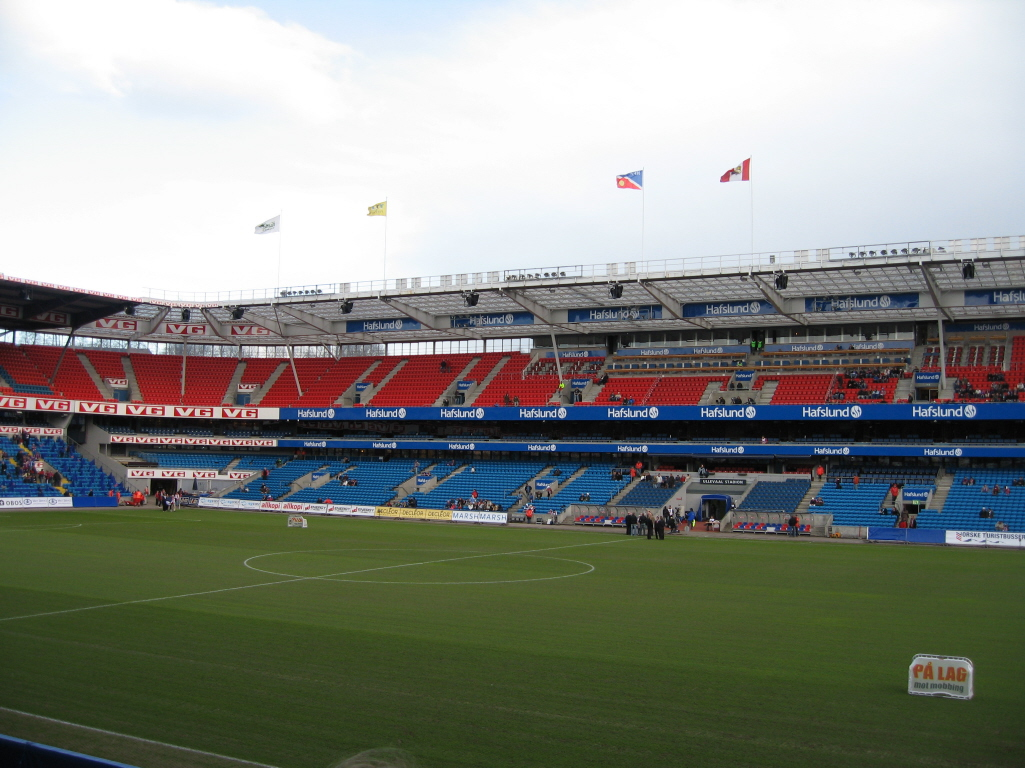
La tribuna sur (a la derecha) fue construida de forma que se uniera perfectamente con la tribuna este, que era más antigua.

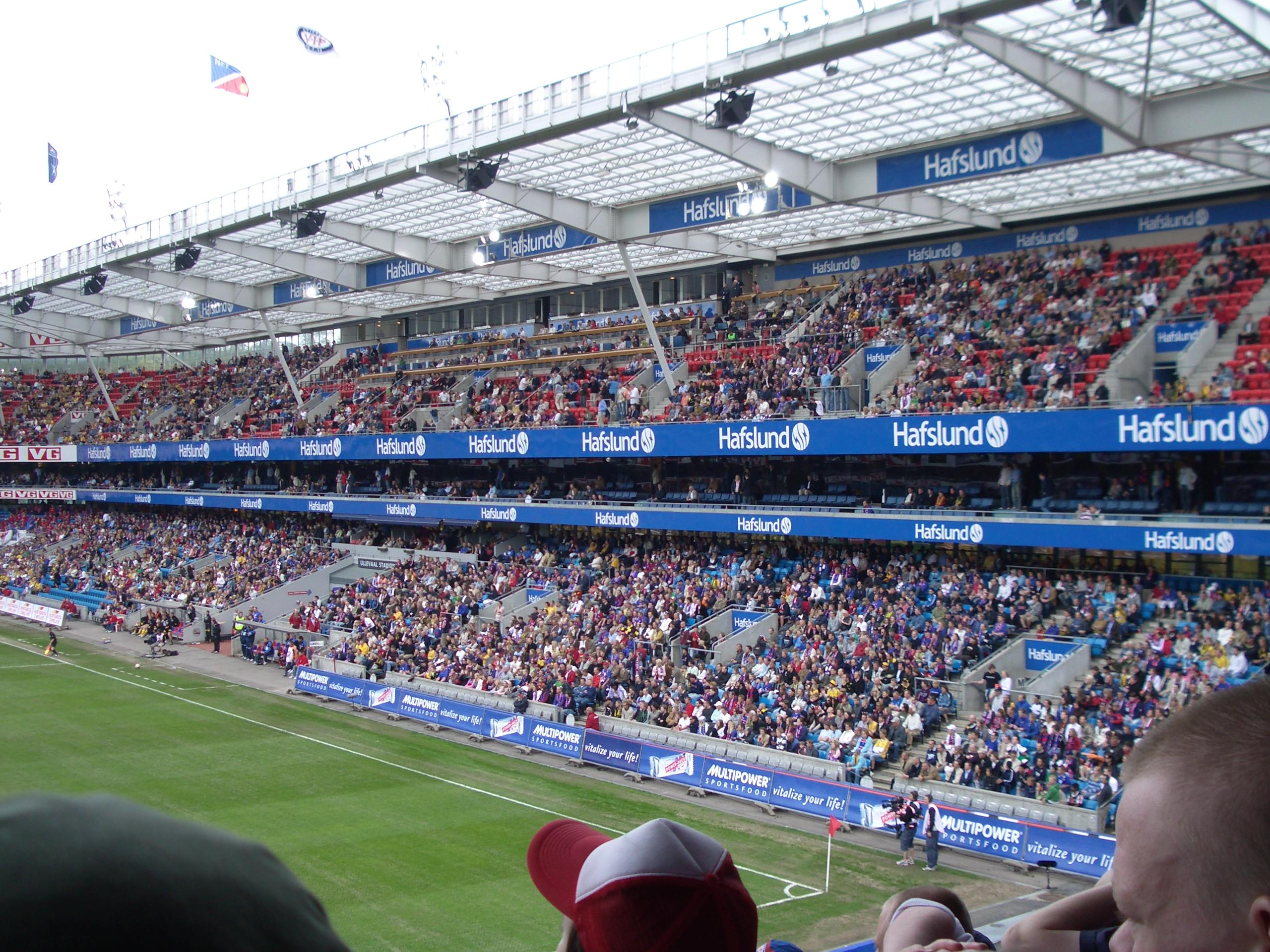
Tribuna sur.

En mayo, se informó que el asunto no sería tratado en la corte, sino con el Tribunal de la Federación de Fútbol, con la posibilidad de apelar ante el Tribunal de la Confederación Noruega del Deporte. Esto se debió a que los reglamentos de la FIFA le prohibían a un equipo demandar a su propia federación. En enero de 1995, el tribunal decidió que el Lyn tenía derecho a comprar las acciones por NOK 4,4 millones más intereses. Para febrero, se hizo evidente que el Lyn no tenía suficiente liquidez para comprar las acciones. En diciembre de 1995, tres meses antes de que la opción de compra se volviera inválida, el equipo compró de vuelta las acciones. En 2001, salió a la luz que el Lyn había proporcionado información falsa acerca del contrato, y que el equipo había firmado un acuerdo con Lyn Fotball AS que fue criticado posteriormente por miembros del club, al ser un «atraco» por parte de los inversionistas para asegurar sus principales beneficios en el Lyn. El préstamo tenía una alta tasa de interés, además de cláusulas que hacían caro un posible refinanciamiento, le otorgaba a los inversionistas el derecho de preferencia para la compra de las acciones, el derecho para los inversionistas de poner fin al préstamo sin previo aviso y el derecho para ellos también de apoderarse de las acciones en caso de que el club no pudiera hacerse cargo de la deuda.
En febrero de 1996, el Lyn y la NFF declararon que habían acordado que el Lyn vendería sus acciones en el Ullevaal a la NFF por aproximadamente NOK 5 a 6 millones, además de recibir apoyo para construir las nuevas instalaciones de entrenamiento del Lyn en Kringsjå. Las partes dijeron que con los planes para expandir y hacer nuevas inversiones en el Ullevaal, la falta de solidez económica del Lyn se convertiría en un obstáculo para financiar los proyectos y que la venta le permitiría al Lyn concentrarse en la parte deportiva. El 25 de marzo, la NFF y el Lyn declararon que la venta fue interrumpida por la NFF, debido a que era considerada demasiado lucrativa para el Lyn por otros clubes de Noruega. En 1996, el estadio recibió un evento de esquí de fondo con 5500 espectadores. El 12 de julio de 1997, el Ullevaal fue la sede de la final de la Eurocopa Femenina de 1997, donde Alemania derrotó a Italia 2:0 en frente de 2221 espectadores.
En 1997, la NFF y el Lyn acordaron renovar y expandir el estadio. Los planes incluían nuevas tribunas que aumentarían la capacidad a 30 000 espectadores. El tamaño del campo se reduciría en 350 m², pasando de un rectángulo de 107 por 70 m a uno de 105 por 68 m, para hacer al estadio más íntimo. El nivel de la cancha quedaría 130 cm más abajo, permitiendo añadir dos filas más de butacas. La tribuna sur (Japp) sería demolida y se construiría una nueva de dos niveles, del estilo de las tribunas norte y este. Este cambio dejaría a tres costados del terreno con tribunas de dos niveles, mientras la tribuna oeste permanecería de un nivel. Se añadieron 30 palcos de lujo y de prensa para 192 personas a la tribuna sur. El proyecto comprendió la demolición de los cuatro postes de iluminación para instalar las lámparas, en cambio, a lo largo del techo. El costo del proyecto en su totalidad se estimó en NOK 300 millones.
El proyecto también incluía 44 000 m² de bienes raíces comerciales, que se localizarían detrás de la tribuna sur. Dado que las concesiones públicas de alrededor de NOK 90 millones solamente podían entregarse a entidades sin ánimo de lucro, la propiedad del estadio fue dividida en dos. Las tribunas y otras áreas vitales del estadio siguieron siendo propiedad de la compañía del estadio, mientras que una compañía distinta fue creada para ser dueña de las áreas comerciales. La NFF quería que las ganancias de la compañía comercial se entregaran a la compañía del estadio para pagar sus costos de operación, mientras que el Lyn querían que las ganancias fueran pagadas como dividendo a los dueños y así poder pagar los intereses de su deuda. La construcción comenzó en enero de 1998, después de que el Lyn hubiera perdido un caso en la corte referente a la estructura de los dividendos.
El Comité Olímpico de Noruega, incluyendo a las federaciones de muchos deportes distintos al fútbol, eligió mudarse al Ullevaal y establecer sus oficinas junto al estadio, en Dråpen, localizado del lado sur. El Museo del Fútbol de Noruega fue establecido y recibió 250 m² en el edificio de la tribuna sur.
Durante las reconstrucciones en 1998, el Lyn y la selección nacional jugaron sus partidos en el Bislett Stadion —entonces hogar del Vålerenga— mientras el Ullevaal era remodelado. Antes de la temporada de 1999, donde el Lyn jugaría en la Primera División, dicho club solicitó jugar todos sus partidos en el Bislett para reducir sus costos de renta en el Ullevaal. No obstante, esto fue rechazado por el municipio, que era dueño del Bislett, debido a que en el mismo no había cupo para recibirlos.

### Llegada del Vålerenga
A fines de 1998, el Vålerenga consideró mudarse al Ullevaal a partir de 1999. Aunque declaró que tenía una mejor propuesta económica de parte del Ullevaal, el equipo permaneció en el Bislett para tener mayor influencia en el diseño del nuevo estadio que reemplazaría al inmueble existente. El otro equipo de Primera División de Oslo, el Skeid Fotball, afirmó haber considerado también jugar en el Ullevaal, pero prefirieron conservar el «sentimiento de intimidad» en el Voldsløkka Stadion. No obstante, el Vålerenga se vio obligado a trasladar algunos de sus partidos de 1999 al Ullevaal debido a las deterioradas condiciones del Bislett. Antes de la temporada de 2000, el Vålerenga firmó un contracto de tres años con el Ullevaal, convirtiendo al estadio nacional en su hogar.
En 2000, Ullevaal Stadion AS compró la tribuna oeste, incluyendo las zonas comerciales. En marzo de 2001, la NFF le otorgó al Lyn un préstamo de NOK 12,5 millones, con la condición de que si no era devuelto en un plazo de dos años, la NFF se apoderaría de las acciones del Lyn en el estadio. Esto hizo posible que el Lyn saldara la deuda que había adquirido con su préstamo, que había crecido hasta esa cantidad en cinco años, y también que comprara el estadio y asegurara a la NFF el derecho de preferencia. El 4 de julio de 2002, el Lyn y la NFF anunciaron que la NFF entregaría de forma privada un total de NOK 27 millones a Ullevaal Stadion AS y anularía la deuda del Lyn de forma simultánea. A cambio, la propiedad del Lyn se reduciría al 15 %.

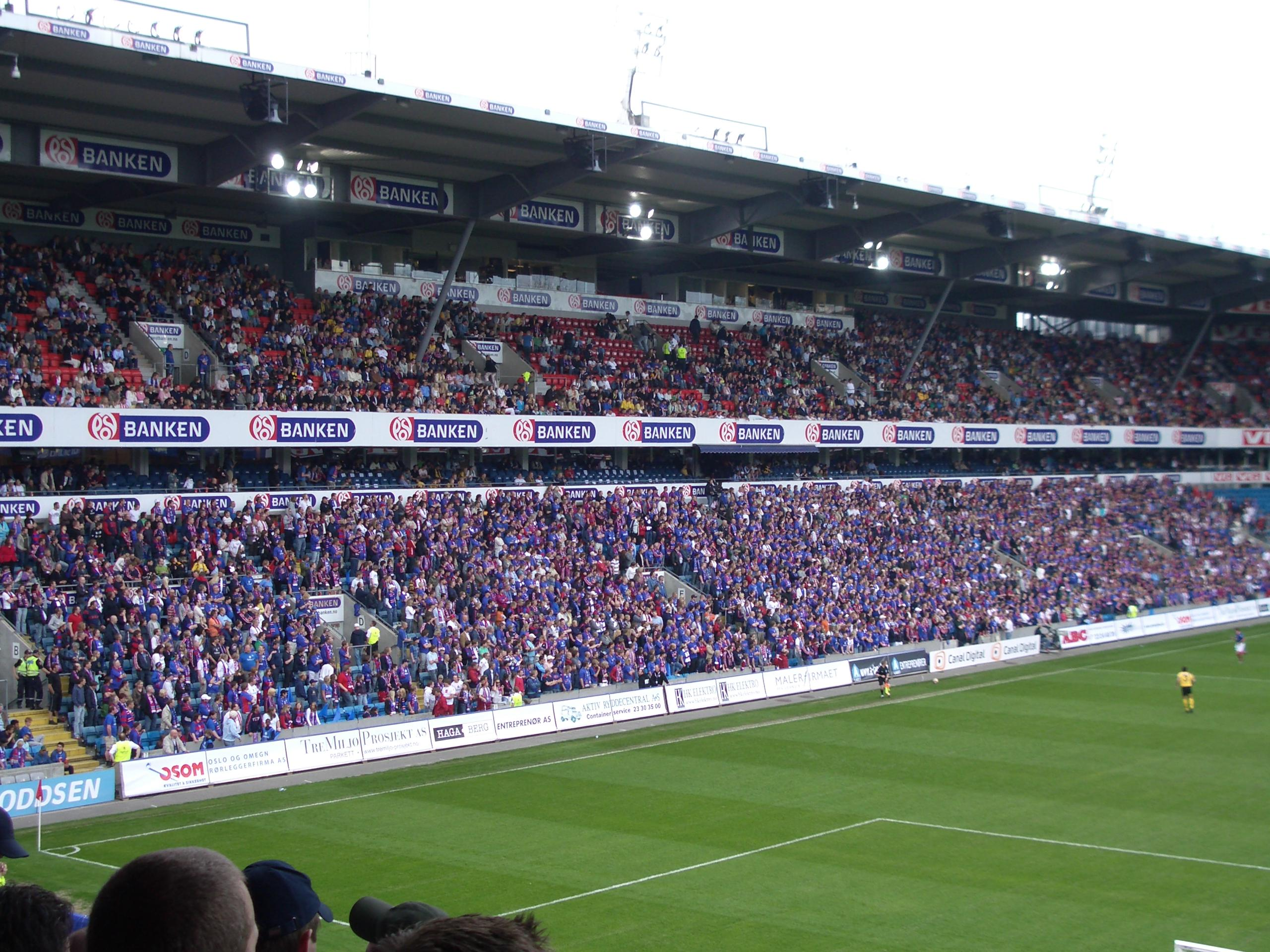
Aficionados del Vålerenga en la tribuna norte, que fue reinaugurada en 1990.

En 1998, Vital Forsikring compró los bienes raíces localizados entre el este del estadio, el Anillo 3 y la línea Sognsvann. El terreno cubría 30 000 m², incluyendo las propiedades comerciales debajo de las tribunas. Un nuevo plan de distribución de las zonas fue rechazado por el municipio en 2000, pero en 2005 los planes fueron aprobados. En 2008, Vital comenzó a construir un hotel y más espacios comerciales en el sitio. El hotel tenía 144 habitaciones y sería operado por el hotel Thon; otras inversiones incluyeron una sala de conferencias para 800 personas y una reconstrucción de la instalación deportiva de Bergbanen. El área total fue de 24 000 m², incluyendo 1500 m² para el centro de conferencias, 5000 m² para el hotel de cuatro pisos y una expansión de 6300 m² para el centro comercial en las cercanías. El área del centro comercial entonces pasó a ser de 53 000 m². Las inversiones costaron NOK 550 millones y se planeaba completar las obras en 2009. El proyecto también incluía el campo de bandy de Bergbanen y un nuevo edificio para Ullevål IL. La propiedad del recinto de bandy fue transferida al municipio.
El 23 de octubre de 2005, el Vålerenga estableció su récord de asistencia con 24 894 espectadores en un duelo de liga contra el Rosenborg BK. El 23 de marzo de 2007, la NFF compró el 13,07 % restante de las acciones del Lyn en el estadio, asegurándole a la federación el control pleno del estadio nacional. El Lyn recibió NOK 32,5 millones como pago. Ante el descenso del Lyn después de la temporada de 2009, el equipo decidió mudarse al Bislett. Esto se hizo con el objetivo de evitar los altos costos que el club afrontaba al rentar el Ullevaal, que eran de NOK 150 000 por juego, mientras que en el Bislett era una cantidad similar, pero por temporada. El Lyn jugó su último juego como local en el Ullevaal el 3 de noviembre, perdiendo 0:5 contra el Fredrikstad FK. En la temporada de 2009 de la Primera División, el Vålerenga tuvo la cuarta mayor asistencia promedio con 10 788, mientras el Lyn tuvo la más baja con 4187. El partido menos visto del Lyn atrajo 2092 personas. Después de que se decidiera que el Festival de la Canción de Eurovisión 2010 se celebraría en la Telenor Arena, hogar del Stabæk, dicho club se vio forzado a rentar el Ullevaal para jugar allí tres de sus partidos de local entre abril y mayo de 2010.

## Instalaciones

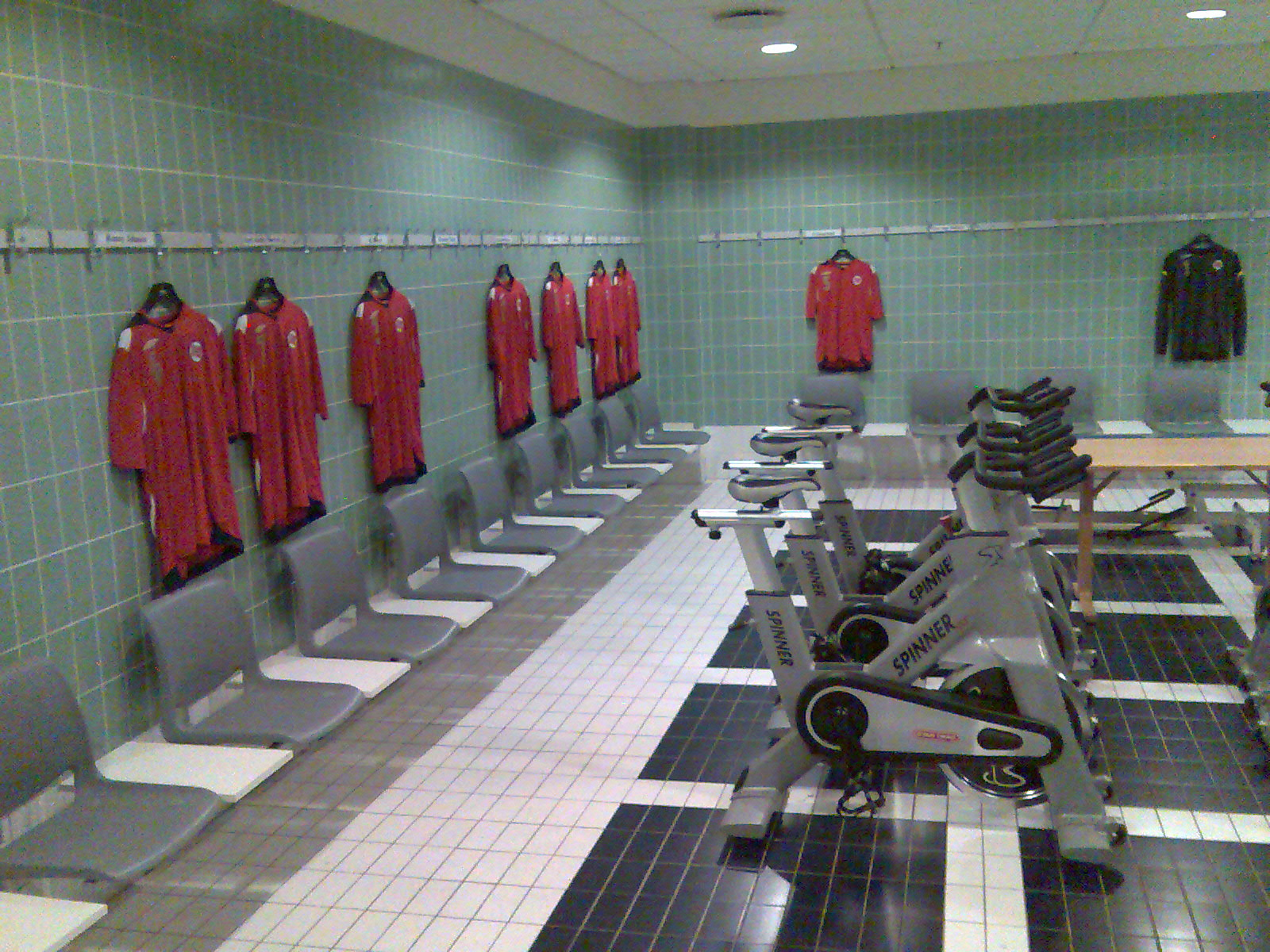
Interior de uno de los vestuarios del Ullevaal.

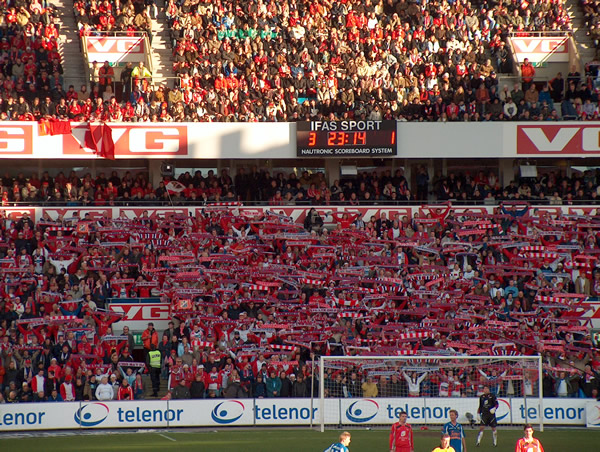
Aficionados durante la final de Copa de 2004.

El estadio es propiedad de AS Ullevaal Stadion, una sociedad limitada que es a su vez poseída en su totalidad por la Federación Noruega de Fútbol. La operación del estadio corre a cargo de la subsidiaria Ullevaal Stadion Idrett AS, mientras que la Ullevaal Business Class AS (UBC) —propiedad también de la Federación— es responsable de operar los palcos, el centro de conferencias y los servicios vip. El área comercial en las tribunas norte y este, además de aquella localizada al norte y al este del estadio, es propiedad de Vital Forsikring.
El estadio tiene una capacidad para 25 572 espectadores, de los cuales 1470 son en asientos vip y 28 son para usuarios de sillas de ruedas. Hay cuatro tribunas: al norte la tribuna Postbanken, al oeste la tribuna VG, al sur la tribuna Hafslund y al oeste la tribuna Bendit, nombradas así por los patrocinadores. El estadio cuenta con 16 entradas y 40 mostradores, 5 entradas vip, una taquilla de boletos con 12 ventanillas, 40 sanitarios, 20 kioscos y 3 salas de emergencia. El edificio tiene unas dimensiones de 202 por 162 m y la altura del techo es de 23 m. El sistema de sonido proporciona 66 000 watts y la iluminación es generada por 160 lámparas que entregan 1400 lux. Ullevaal Business Class ofrece 29 palcos y 1418 asientos vip accesibles directamente a través de los palcos. Además, en conjunto con el hotel, UBC cuenta con algunas salas de conferencia, de las cuales la mayor puede albergar a 800 personas.
La cancha es de 105 por 68 m, y el área que delimitan las tribunas es de 122 por 82 m, de la cual 112por 78 m está cubierta de césped. El césped es una combinación de Lolium perenne, Poa pratensis y Poa annua, más un 3 % de césped artificial. La cancha cuenta con un sistema de riego a través de aspersores y calefacción subterránea con efecto de 750 kW localizada entre 25 y 30 cm debajo de la superficie. La cancha tiene una cubierta plástica que puede cubrirla en su totalidad y que, gracias a un ventilador, se mantiene 4,5 m por encima de la superficie.
El estadio contiene 39 m² de salas de prensa, un estudio de televisión, 16 palcos de prensa y 130 m² de espacio de trabajo para los reporteros. También existe un cuarto de fotografía, una sección separada en la tribuna para los fotógrafos y una sala de conferencias de prensa con lugar para 96 personas. Todas las instalaciones para la prensa se encuentran en la tribuna sur. Existen instalaciones similares en la tribuna norte, lo que le permite a un equipo televisivo de la nación contrincante llevar a cabo una producción doble. Pueden filmar e incluir sus propios patrocinadores desde el otro lado del estadio y así incrementar los ingresos por publicidad.
Tanto la NFF como el Comité Olímpico de Noruega y muchas federaciones deportivas tienen sus oficinas centrales en el Ullevaal. Allí se encuentra el Museo del Fútbol de Noruega, el cual ofrece visitas guiadas al estadio. Al este del estadio se encuentra Bergbanen, un campo municipal de bandy usado por el Ullevål IL. El campo se encuentra encima de un estacionamiento. La NFF posee 40 000 m² y Vital 53 000 m² de propiedades comerciales en el Ullevaal, incluyendo un centro comercial y oficinas.

## Partidos de Eurocopa 1960
| 20 de mayo de 1959, 19:00 | Noruega | 0:1 (0:1) | Austria | Ullevaal Stadion, Oslo                                                             |                                                                                    |
|                           |         |           | Hof 32' | Asistencia: 27.566 espectadores Árbitro(s): Werner Bergmann (Alemania Democrática) | Asistencia: 27.566 espectadores Árbitro(s): Werner Bergmann (Alemania Democrática) |

## Transporte

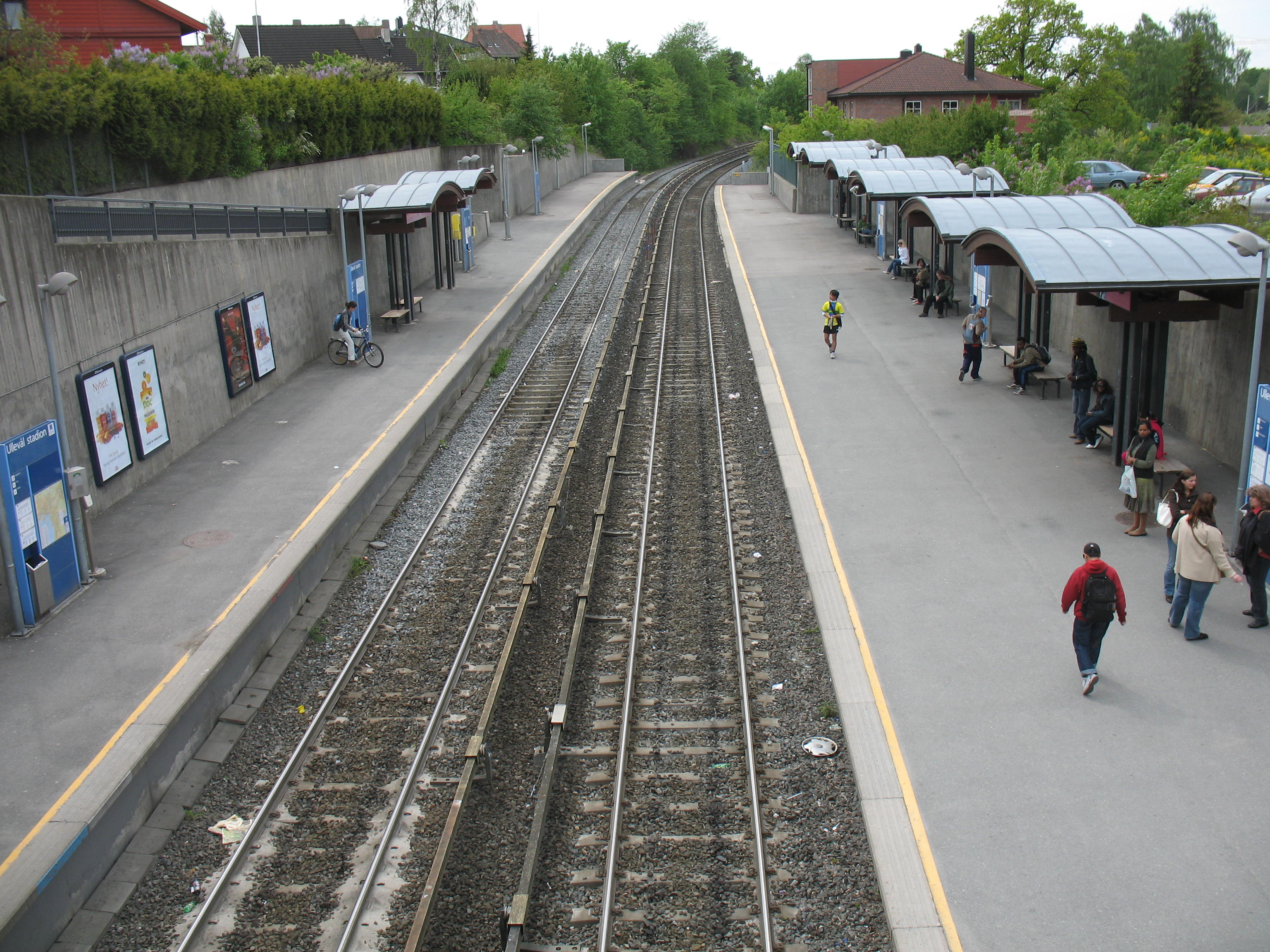
Ullevaal recibe los servicios de la estación Ullevål Stadion del metro de Oslo.

El estadio se localiza a un lado de la estación Ullevål Stadion del metro de Oslo, y recibe los servicios de las líneas 3, 4 y 5 (la línea Sognsvann y la línea del Anillo). El inmueble además está a 10 minutos a pie de la estación Rikshospitalet del tranvía de Oslo, que se localiza en la línea Ullevål Hageby y recibe los servicios de los tranvías 17 y 18. Igualmente, la autopista Anillo 3 pasa por las cercanías. Hay lugares para estacionarse en Rikshospitalet, Domus Atletica y la escuela secundaria Sogn; éstos se encuentran a 5 minutos caminando.

## Futuro
En 2005, la NFF dio a conocer planes para un rediseño del Ullevaal, incluyendo la instalación de césped artificial, un techo retráctil y el rediseño de la tribuna oeste para incrementar la capacidad total a 30 500 espectadores. La combinación de estos tres elementos le permitiría al Ullevaal convertirse en un recinto multipropósito donde se podrían disputar más partidos, le otorgaría a los equipos más tiempo para entrenar en el lugar, daría lugar a la realización de eventos de los patrocinadores, más conciertos y potencialmente deportes distintos al fútbol, como esquí de velocidad.
Para facilitar la posibilidad de atraer a buenos equipos internacionales, la dirección del Ullevaal consideró coordinarse con la puesta de césped artificial en el Parken Stadion en Copenhague y el estadio Råsunda en Estocolmo, los hogares de las selecciones danesa y sueca, respectivamente, para poner césped artificial ellos también. Los planes del césped artificial fueron rechazados tanto por el Lyn como por el Vålerenga, quienes amenazaron con mudarse a otro estadio en caso de que instalara dicho césped. Se ha comentado que entre los futbolistas más veteranos existe oposición ante el césped artificial, pero piensan que los largos inviernos noruegos causan que las canchas estén en pésimas condiciones desde principios de la temporada. Se ha argumentado que los jugadores noruegos jóvenes están acostumbrados a las canchas artificiales y que en el futuro necesitarán mejores canchas para jugar un fútbol de «mejor calidad». En 2010, siete de los dieciséis estadios de Primera División contaban con canchas artificiales; se ha afirmado que si el Ullevaal se uniera a ellos, podría ser un punto determinante para que otros estadios hicieran lo mismo.
El Vålerenga ha dicho que quiere mudarse y ha desarrollado planes para construir un nuevo estadio en Valle Hovin, donde el club tiene sus instalaciones administrativas y de entrenamiento. Existen planes para un estadio para 22 000 espectadores, que podría ser expandible a 32 000. Parte de la motivación para tener su propio estadio es que el Vålerenga tradicionalmente es el equipo del lado este de la ciudad, mientras que el Ullevaal se encuentra en el corazón del lado oeste. Como alternativa, el Vålerenga ha considerado mudarse de vuelta al Bislett, al menos como una solución temporal.
La NFF ha dado a conocer planes para un nuevo estadio nacional de fútbol. Inspirado por la nueva Swedbank Arena que se está construyendo en Estocolmo, el nuevo recinto tendría una capacidad para 52 000 espectadores y fue parte de la candidatura conjunta de Noruega y Suecia para la Eurocopa 2016. Para financiar el nuevo estadio, la NFF tendría que vender el Ullevaal. La NFF declaró que expandir el Ullevaal a una capacidad mayor a 31 000 espectadores sería excesivamente costoso y que el sitio posee limitaciones en la infraestructura del transporte para manejar multitudes tan grandes. En 2008, el Ullevaal, incluyendo los 40 000 m² de áreas comerciales poseídos por la NFF, se valuaron en aproximadamente NOK 1000 millones, siendo NOK 750 millones de las áreas comerciales. En 2006, Ullevaal Stadion AS tenía una deuda de NOK 522 millones.